# クリアウォーター

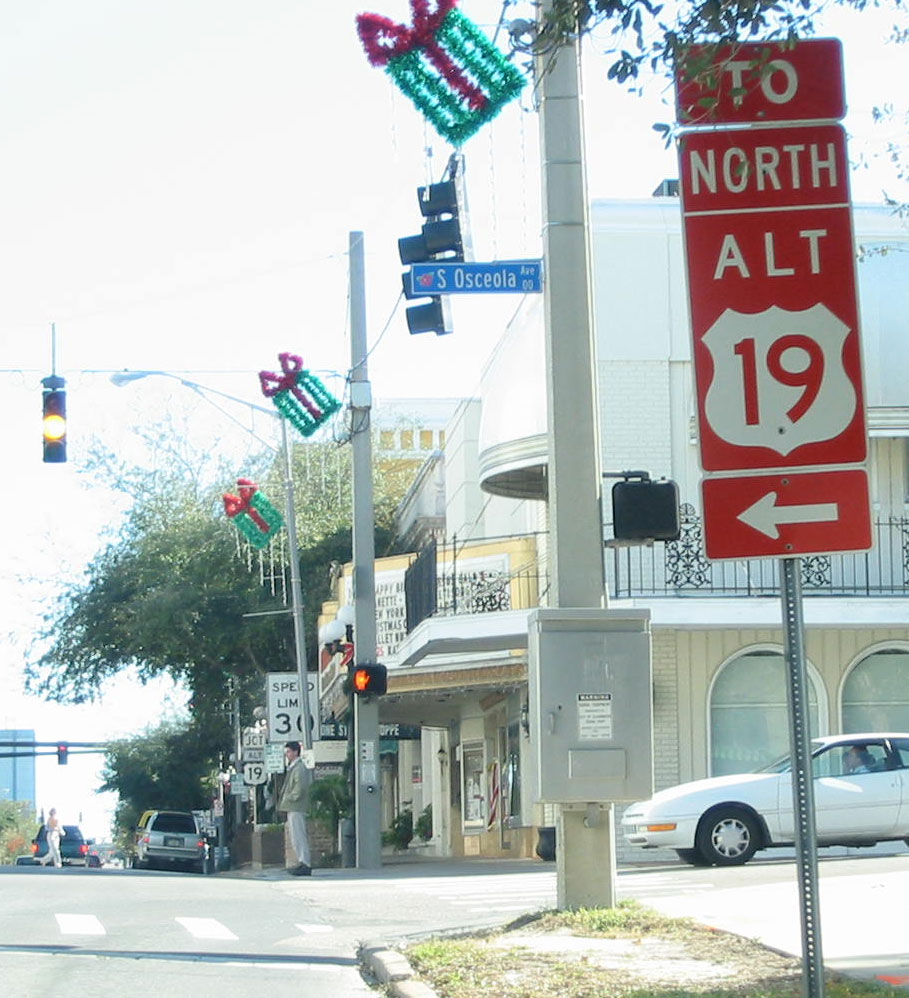
クリアウォーターのダウンタウン

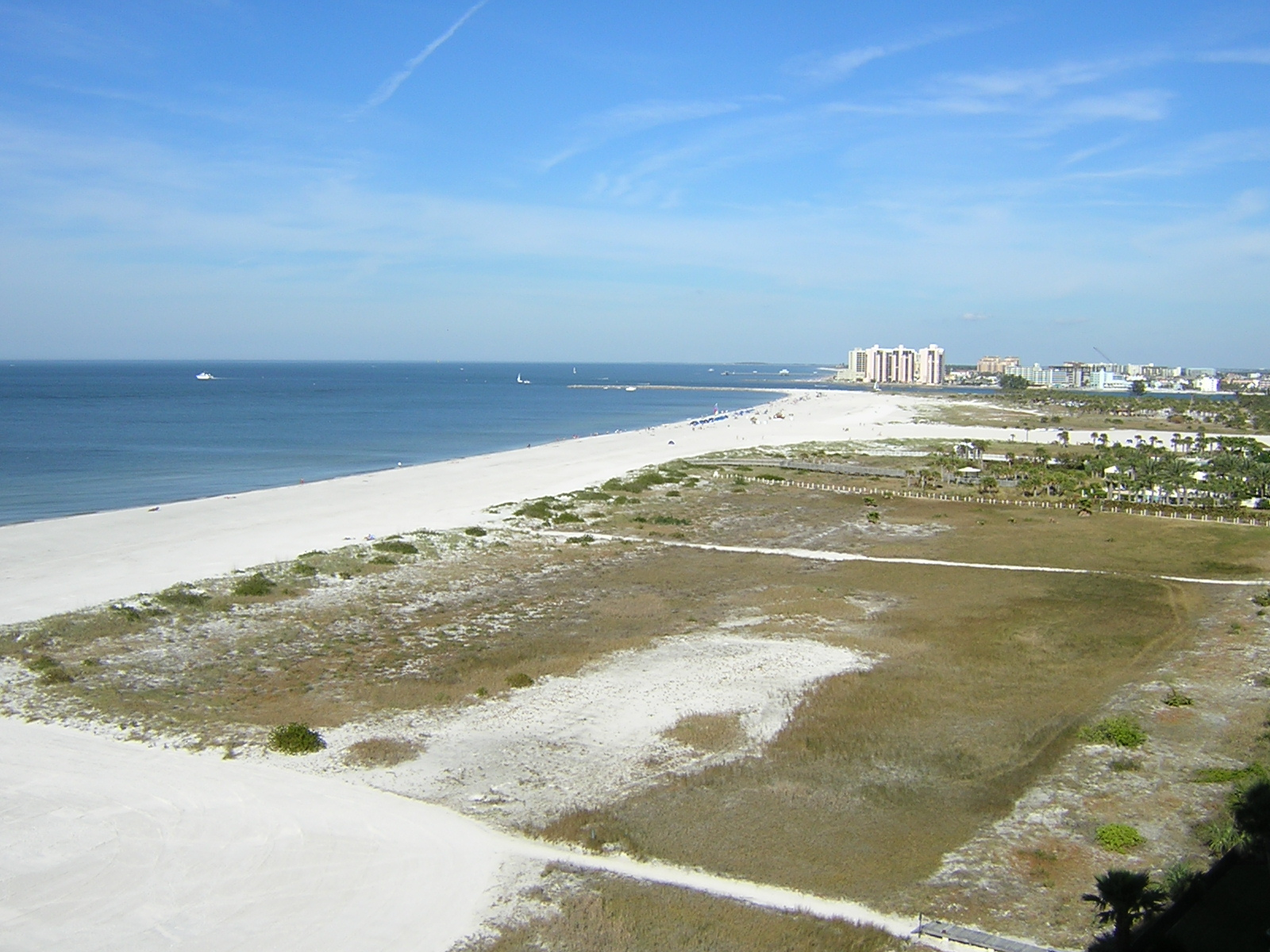
南側のサンド・キー公園よりクリアウォーター・ビーチを望む

クリアウォーター（Clearwater）は、アメリカ合衆国フロリダ州西海岸に位置する都市。人口は11万7292人（2020年）。近隣のタンパやセントピーターズバーグとともにタンパベイ・エリア都市圏を形成する。
クリアウォーターはピネラス郡の郡庁所在地である。ただし、同郡の最大都市はセントピーターズバーグである。
1年を通じて気候が温暖で、水温の高いメキシコ湾のビーチを有するため、クリアウォーターはビーチリゾート、避寒地として特に知られている。また、リタイア層にとっては移住先のひとつとして人気が高い。
クリアウォーターのダウンタウンにはサイエントロジーの本部がある。そのため、同市はサイエントロジーのメッカとしても知られ、ロサンゼルスに次いで信者が多く住む都市になっている。

## 歴史
古くは、この一帯にはトコバガン族（Tocobagan）のネイティブ・アメリカンが住みついていた。1835年頃、セミノール戦争の最中にアメリカ合衆国陸軍はクリアウォーターの港を望む崖の上にハリソン砦（Fort Harrison）を建設した。今日では、砦のあったあたりの地域はハーバー・オークス（Harbor Oaks）と呼ばれている。
1842年、アメリカ合衆国政府はこの地を開拓した者に約750,000m²（160エーカー）の土地を与える法案を通すと、人口は一気に増え始めた。やがてこの地はクリアウォーター・ハーバーと呼ばれるようになった。クリアウォーターという名は、現在市庁舎が建っている場所の近くに泉があり、清水が湧いていたことからついたものであった。市名のもととなった泉のほかにも、クリアウォーターの湾の近くや、湾内にも泉があちこちにあったため、近辺の水質は極めて良好であった。
1849年にはタンパとクリアウォーターを結ぶ最初の道路が完成した。この道路の完成により、それまで1日の行程であったこの2都市間の所要時間は大幅に縮まった。1859年にはピネラス郡最初の郵便局がクリアウォーターに設けられた。
南北戦争中、クリアウォーターの男たちのほとんどは南軍の兵士として戦場に出ていたため、手薄になった市内の物資が狙われ、たびたび北軍の襲撃を受けた。1888年にヘンリー・B・プラント（Henry B. Plant）によって鉄道が開通すると、クリアウォーターは急成長を遂げていくようになった。1891年にはクリアウォーターは正式な町となった。1897年にはプラントによってベルビュー・ビルトモア（Belleview Biltmore）というリゾートホテルが建てられた。このホテルの建設をきっかけに、クリアウォーターは観光地として認知されていくようになった。
1900年代初頭には、クリアウォーターの常住人口は400人ほどであった。冬の観光シーズンには1,000人近くになった。1915年5月27日、クリアウォーターは市に昇格し、ピネラス郡の郡庁所在地になった。また同年には、沖合いの砂洲（現在のクリアウォーター・ビーチ）とクリアウォーターとを結び、クリアウォーター港をまたぐ橋が架けられた。
第二次世界大戦中、クリアウォーターはヨーロッパ戦線や太平洋戦線に向かう兵士たちの訓練場となった。ベルビュー・ビルトモアやフォート・ハリソン・ホテルをはじめとする市内のホテルのほぼ全てが新兵たちの兵舎になった。市内を走る自動車は行進する兵隊を優先して通した。敵の目をくらますための停電も頻繁にあった。クリアウォーター・ビーチの南に位置する沖合いの砂洲、ダンズ・アイランド（Dan's Island）は、機銃掃射や爆撃の訓練場としてつかわれていた。ダンズ・アイランドは、現在ではサンド・キー（Sand Key）という名で公園になっている。

## 地理

ピネラス郡内の位置

クリアウォーターは北緯27度58分25秒 西経82度45分51秒 / 北緯27.97361度 西経82.76417度（27.973644, -82.764271）に位置している。アメリカ合衆国統計局によると、クリアウォーター市は総面積97.7km²（37.7mi²）である。このうち65.5km²（25.3mi²）が陸地で32.2km²（12.4mi²）が水域である。総面積の32.98%が水域となっている。
クリアウォーターはタンパやセントピーターズバーグと共にタンパベイ・エリア都市圏を構成する重要な都市のひとつである。同市はタンパの西約37km、セントピーターズバーグの北西約30kmに位置している。同市はメキシコ湾に面し、沖合いの砂洲上にはビーチが広がっている。本土とビーチとは橋で結ばれている。
クリアウォーターの気候は蒸し暑い夏と温暖な冬に特徴付けられる。ケッペンの気候区分ではCfa（温暖湿潤気候）に属するが、実際は熱帯に近い、いわゆる亜熱帯と呼ばれる気候である。その気候にひかれてクリアウォーターに移り住むリタイア層は多く、65歳以上の老人が市の人口の2割以上を占める。

## 人口動勢
| クリアウォーター市 年代ごとの人口推移 |           |
| 1900年                                | 343人     |
| 1910年                                | 1,171人   |
| 1920年                                | 2,427人   |
| 1930年                                | 7,607人   |
| 1940年                                | 10,136人  |
| 1950年                                | 15,581人  |
| 1960年                                | 34,653人  |
| 1970年                                | 52,074人  |
| 1980年                                | 85,170人  |
| 1990年                                | 98,669人  |
| 2000年                                | 108,787人 |
| 2010年                                | 107,685人 |
| 2020年                                | 117,292人 |

以下は2000年の国勢調査における人口統計データである。
基礎データ
- 人口: 108,787人
- 世帯数: 48,449世帯
- 家族数: 27,422家族
- 人口密度: 1,660.8人/km²（4,302.1人/mi²）
- 住居数: 56,802軒
- 住居密度: 867.2軒/km²（2,246.3軒/mi²）

人種別人口構成
- 白人: 83.85%
- アフリカン・アメリカン: 9.79%
- ネイティブ・アメリカン: 0.32%
- アジア人: 1.64%
- 太平洋諸島系: 0.07%
- その他の人種: 2.48%
- 混血: 1.85%
- ヒスパニック・ラテン系: 8.97%

年齢別人口構成
- 18歳未満: 19.1%
- 18-24歳: 8.0%
- 25-44歳: 27.6%
- 45-64歳: 23.8%
- 65歳以上: 21.5%
- 年齢の中央値: 42歳
- 性比（女性100人あたり男性の人口）
  - 総人口: 91.8
  - 18歳以上: 88.8

世帯と家族（対家族数）
- 18歳未満の子供がいる: 21.7%
- 結婚・同居している夫婦: 41.7%
- 未婚・離婚・死別女性が世帯主: 11.3%
- 非家族世帯: 43.4%
- 単身世帯: 35.5%
- 65歳以上の老人1人暮らし: 15.4%
- 平均構成人数
  - 世帯: 2.17人
  - 家族: 2.79人

収入と家計
- 収入の中央値
  - 世帯: 36,494米ドル
  - 家族: 46,228米ドル
  - 性別
    - 男性: 31,067米ドル
    - 女性: 25,066米ドル
- 人口1人あたり収入: 22,786米ドル
- 貧困線以下
  - 対人口: 12.3%
  - 対家族数: 8.4%
  - 18歳未満: 18.8%
  - 65歳以上: 7.9%

## 姉妹都市
- 長野市と姉妹都市提携を結んでいる。